# Maksim Sedej
Maksim Sedej, slovenski slikar, * 26. maj 1909, Dobračeva pri Žireh, † 13. maj 1974, Ljubljana.
Rodil se je očetu mlekarju Maksu in materi klekljarici Magdaleni (roj. Erznožnik). Sedej je obiskoval srednjo tehnično šolo v Ljubljani med letoma 1923 in 1925, slikarstvo pa je študiral med letoma 1928 in 1932 na Akademiji za likovno umetnost v Zagrebu pri profesorjih Vladimirju Beciću, Marinu Tartaglii in Jozu Kljakoviću. Diplomiral je leta 1932, v letih 1940 in 1954 pa so bila njegova dela razstavljena na Beneškem bienalu, kjer je predstavljal jugoslovansko umetnost. Bil je med soustanovitelji Kluba neodvisnih. Uveljavil se je predvsem kot figuralik in portretist. Po 2. svetovni vojni je mdr. 1949/50 poučeval na Šoli za umetno obrt, 1950-73 pa je poučeval (od 1965 kot redni profesor) na Akademiji za likovno umetnost v Ljubljani. 
Njegova sinova sta bila:
- Ivan Sedej (1934-1997), etnolog in umetnostni zgodovinar, konservator, likovni kritik, muzealec in direktor SEM

- Maksim Sedej mlajši (1935-2014), slikar, pesnik in esejist.

## Nagrade
- 1953, 1954 in 1956 Levstikova nagrada
- Prešernova nagrada 1967 - za slikarska dela, razstavljena leta 1966 v Moderni galeriji v Ljubljani